# Fred Fish
Fred Fish (Manchester, 4 novembre 1952 – Boise, 20 aprile 2007) è stato un programmatore statunitense, conosciuto per aver partecipato allo sviluppo del GNU Debugger (GDB) e per la serie dei cosiddetti "dischetti di Fish" di codice freeware per Amiga.
È stato un animatore costante della comunità Amiga.

## Biografia
I dischetti di Fish (Fish Disk, termine coniato da Perry Kivolowitz a un incontro del Jersey Amiga User Group) divennero in breve una sorta di servizio postale parallelo. Fish spediva i suoi dischetti, a prezzo di costo, alle varie comunità sparse in ogni parte del mondo, in modo che queste durante i loro incontri provvedessero alla duplicazione e alla distribuzione ai loro utenti. La serie dei dischetti di Fish è stata attiva dal 1985 al 1994 e comprende 1000 dischi; fu poi continuata da Amazing Computing per circa altri 130 dischi.
I dischetti di Fish venivano distribuiti a negozi di informatica e comunità di appassionati del Commodore Amiga. Ogni mese Fish raccoglieva il meglio delle applicazioni e del codice sorgente che gli veniva sottoposto da programmatori di tutto il mondo e pubblicava un dischetto. Poiché all'epoca Internet era ancora poco diffusa (si limitava all'ambito universitario e militare) e si utilizzavano i BBS, dove non era molto facile per l'utente medio trovare il software migliore, le raccolte di questo tipo erano una modalità agevole per gli appassionati di scambiarsi lavori e idee.
Raccolte di dischetti di Fish apparvero anche su CD-ROM, realizzate dalla Walnut Creek e della Almathera; dall'ottobre 1993 anche lo stesso Fish iniziò a produrre direttamente un'edizione CD-ROM, affiancandola a quella floppy che ormai era divenuta di capienza decisamente insufficiente.
Fish ha inoltre avviato il progetto GeekGadgets, un ambiente standard GNU per AmigaOS e BeOS.
Fish ha lavorato negli anni novanta per la Cygnus Solutions prima di passare alla Be Inc. nel 1998.
Fred Fish è morto nella sua casa in Idaho venerdì 20 aprile 2007, all'età di 54 anni, per un attacco cardiaco.